# Jillert Anema
Jillert Anema (Harlingen, 24 juli 1955) is een Nederlandse schaatscoach. Hij is coach bij het Team ZiuZ. Daarnaast is hij coach bij Team Albert Heijn Zaanlander (voorheen EasyJet, Clafis en BAM).

## Biografie
Samen met Rintje Ritsma werkte Anema vanaf 1995 tot 2001 in eerste instantie als fysiotherapeut in de eerste commerciële schaatsploeg Team Sanex en later vanaf april 2000 bij TVM. Toen Ritsma begin 2005 brak met TVM, ging Anema met hem mee en werd de eenmansploeg Sitel.nl opgericht. Anema werd hoofdcoach van deze eenmansploeg. Zijn werkzaamheden in het ziekenhuis in Heerenveen legde hij neer door met onbetaald verlof te gaan en als uitdaging het avontuur met zijn pupil aan te gaan.

### 2006 t/m 2010
Tijdens het NK Afstanden 2006 wist Ritsma zich voor het eerst in vier jaar, na zijn surfongeluk waarbij hij zijn kuitbeen brak, te plaatsen voor de wereldbekerwedstrijden op de 5 kilometer. Tijdens een wereldbekerwedstrijd in Calgary reed Ritsma zijn oude pr van 6.25,55 van 1998 uit de boeken door er zo'n vijf seconden van af te halen. Ook werd hij toegevoegd aan de ploegenachtervolging. Anema's verklaring voor deze prestaties is het feit dat hij al sinds Ritsma's doorbraak nauw betrokken is bij de schaatser.
Toen Ritsma in september 2008 besloot te stoppen met langebaanschaatsen, zette Anema zijn werk als coach voort bij de BAM-ploeg. Op 10 januari 2009 verscheen er tijdens het EK Allround 2009, waar er officieel afscheid werd genomen in Thialf van Ritsma, een boek van zijn hand, getiteld ’t Is een familie - Het langste seizoen ooit. Hierin beschrijft hij zijn ervaringen van schaatsseizoen 1997/1998 met Ritsma. In oktober 2009 werd bekend dat Anema's pupillen Arjan Stroetinga, Rob Hadders, Christijn Groeneveld, Jorrit Bergsma en Robert Bovenhuis als Kazachen wilden gaan deelnemen aan de afstandskampioenschappen aldaar. Dit avontuur mislukte doordat de ISU hen geen startplaatsen gaf op de worldcupwedstrijden die nodig zijn om te komen tot kwalificatie voor de Olympische Spelen.

### Vanaf 2011
In het seizoen 2010-2011 behaalde Anema op het NK Afstanden op 5 november 2010 een verrassend succes, doordat Bob de Vries en Jorrit Bergsma op de vijf kilometer goud en brons pakten en zich daarmee kwalificeerden voor de worldcup. Twee dagen later boekte het team het volgende succes door met Bob de Jong, Bob de Vries en Jorrit Bergsma respectievelijk nummer een, twee en drie te worden op de 10 kilometer bij het NK afstanden.
Op 27 oktober 2013 uitte Anema kritiek op de muziek die tijdens de ritten in Thialf gedraaid wordt door de dj, wat bij hem al eerder tot frustratie leidde. Hiervan heeft hij al schriftelijk zijn beklag gedaan richting de bond, maar is volgens hem weggewuifd door Arie Koops die vindt dat het er bij hoort. Deze muziek zou volgens Anema het coachen belemmeren en het publiek zou door die muziek de onderlinge strijd van rijders minder goed meekrijgen.
In 2014 leverde Anema een olympisch kampioen in de persoon van Jorrit Bergsma, die op de tien kilometer het goud won. Teamgenoot De Jong pakte achter Sven Kramer het brons. Bij het NK Afstanden 2014 uitte hij kritiek op de wijze waarop er met de 10.000 meter wordt omgesprongen door internationale atleten: Er zijn twee jongens een halfjaar bij mij en kunnen dit nu al rijden. Als je gewoon gaat trainen kan iedereen dit rijden; ze zijn te lui en decadent.
Op 8 februari 2015 zond de NOS een portret uit over Anema en zijn 20 jaar in het langebaan- en marathonschaatsen.